# Аксуабат
Аксуабат (каз. Ақсуабат, до 2000 г. — Жданово) — село в Сайрамском районе Туркестанской области Казахстана. Входит в состав Колкентского сельского округа. Находится примерно в 11 км к северо-западу от районного центра, села Аксукент. Код КАТО — 515265300.

## Население
В 1999 году население села составляло 2663 человека (1348 мужчин и 1315 женщин). По данным переписи 2009 года, в селе проживали 3572 человека (1830 мужчин и 1742 женщины).